# لاوفن، آلمان
شهر لاوفن، آلمان (به آلمانی: Laufen, Germany) در ایالت بایرن در کشور آلمان واقع شده‌است.